# Lil Jon
Jonathan Mortimer, známější pod svým uměleckým jménem Lil Jon (* 17. ledna 1972 Atlanta, Georgie) je americký rapper a hudební producent, který byl členem skupiny Lil Jon & East Side Boyz. Tato skupina existovala od roku 1997 do roku 2004. Lil Jon zpopularizoval hudební styl Crunk, hlavně díky svému nápoji Crunk! a šperkům.

## Život a kariéra
Lil Jon se narodil a vyrůstal v Atlantě ve státě Georgie. Pracoval u So So Def Recordings mezi lety 1993 a 2000.

### Lil Jon & East Side Boyz
Lil Jon tvořil hudební skupinu "Lil Jon & East Side Boyz" s rappery Big Sam a Lil Bo. Skupina se upsala Atlanta-based Mirror Image Records ,byly distribuovány prostřednictvím Ichiban Records. V roce 1997 Lil Jon & East Side Boyz debutovali albem Get Crunk, Who U Wit: Da Album. V roce 2000 vydala skupina album  We Still Crunk. Album obsahovalo hit "I Like Dem Girlz", který dosáhl #55 v R&B chart a #3 Hot Rap Tracks chart. Lil Jon & East Side Boyz podepsali smlouvu s TVT Records v roce 2001 a debutovali tam s albem Put Yo Hood Up. Na albu byly dříve vydané skladby a několik nových. Track "Bia' Bia'" byl #97 Billboard Hot 100 a #47 Billboard R&B chart.
V roce 2002 skupina vydala album Kings of Crunk. Singl " I Don't Give A " se vyšplhal až na #50 R&B chart. Další singl skupiny, ve spolupráci se skupinou Ying Yang Twins, s názvem "Get Low", ten se stal populární v klubech a dosáhl vrcholu deset Hot 100. V roce 2004 vyšlo album  Crunk Juice  v čele se singlem "What U Gon 'Do" featuring Lil Scrappy. Tento singl vyvrcholil u #22 Hot 100, # 13 RNB Charts a # 5 na rap charts. Další singl "Lovers & Friends" feat. Usher a Ludacris se vyšplhal až na 3 (Hot 100), # 2 (R & B), a # 1 (rap).

### Sólová kariéra a produkce
Lil Jon produkoval hity jako "Salt Shaker" od Ying Yang Twins, "Yeah!" od Usher, "Freek-a-Leek" od Petey Pablo, "Shorty Wanna Ride" od Young Buck, "Shake That Monkey" od Too Short, "Lets Go" od Trick Daddy, a "Girlfight" od Brooke Valentine.
V roce 2005 East Side Boyz ukončili spolupráci s Lil Jonem, a ten oznámil práci na sólo albu Crunk Rock. (Který by měl vyjít v roce 2010.)
V roce 2008 Lil Jon přerušil působení v labelu TVT.

## Hudební styl
Jason Birchmeier ,s Allmusic, popsal Lil Jonovu produkci jako "Heavy-Bass"

## Ostatní
Od roku 2002 má Lil Jon svůj vlastní energetický nápoj, zvaný CRUNK!.V roce 2008 se tržba odhadovala na 15 000 000 dolarů.
Lil Jon má taky svou vlastní značku vína, Little Jonathan.
Lil Jon & East Side Boyz také pracovaly na řadě porno filmů.

## Osobní život
Lil Jon je velký fanoušek Atlanta Thrashers z NHL a píše blog na NHL.com. Na blogu prohlásil, že jeho syn hraje hokej. Brankář Kari Lehtonen má obraz Lil Jona na zadní straně přilby. V dubnu 2009, Lil Jon získal bývalé mobilní telefonní číslo Miley Cyrus.

## Diskografie

### Alba "Lil Jon & The East Side Boyz"

#### Studiová alba
| Rok  | Album                                                                                      | Nejvyšší umístění v hitparádě | Nejvyšší umístění v hitparádě | Nejvyšší umístění v hitparádě | Nejvyšší umístění v hitparádě | Ocenění          |
| Rok  | Album                                                                                      | US 200                        | US Hip-Hop                    | US Rap                        | US Ind.                       | Ocenění          |
| ---- | ------------------------------------------------------------------------------------------ | ----------------------------- | ----------------------------- | ----------------------------- | ----------------------------- | ---------------- |
| 1997 | Get Crunk, Who U Wit: Da Album - Vydáno: 21. října 1997 - Vydavatel: Mirror Image, Ichiban | —                             | —                             | *                             | —                             | US: /            |
| 2000 | We Still Crunk!! - Vydáno: 15. srpna 2000 - Vydavatel: BME                                 | —                             | 71                            | *                             | —                             | US: /            |
| 2001 | Put Yo Hood Up - Vydáno: 22. května 2001 - Vydavatel: TVT                                  | 43                            | 6                             | *                             | 1                             | US: zlaté        |
| 2002 | Kings of Crunk - Vydáno: 8. října 2002 - Vydavatel: TVT                                    | 14                            | 2                             | *                             | 1                             | US: 2x platinové |
| 2004 | Crunk Juice - Vydáno: 16. listopadu 2004 - Vydavatel: TVT                                  | 3                             | 2                             | 1                             | 1                             | US: 2x platinové |

#### EP
- 2003 - Part II

#### Kompilace
- 2003 - Certified Crunk

#### Úspěšné singly
- 1998 - "Shawty Freak A Lil Sumtin" (ft. Disco Rick)
- 2000 - "I Like Dem Girlz"
- 2001 - "Bia Bia" (ft. Ludacris, Too Short, Big Kap & Chyna Whyte)
- 2003 - "Get Low" (ft. Ying Yang Twins)
- 2004 - "What U Gon' Do" (ft. Lil Scrappy)
- 2004 - "Lovers & Friends" (ft. Usher a Ludacris)

### Solo alba

#### Studiová alba
| Rok  | Album                                                                    | Nejvyšší umístění v hitparádě | Nejvyšší umístění v hitparádě | Nejvyšší umístění v hitparádě | Ocenění |
| Rok  | Album                                                                    | US 200                        | US Hip-Hop                    | US Rap                        | Ocenění |
| ---- | ------------------------------------------------------------------------ | ----------------------------- | ----------------------------- | ----------------------------- | ------- |
| 2010 | Crunk Rock - Vydáno: 8. června 2010 - Vydavatel: BME, Universal Republic | 49                            | 8                             | 5                             | US: /   |

#### Úspěšné singly
- 2006 - "Snap Yo Fingers" (ft. E-40 & Sean P)
- 2006 - "Act a Fool" (ft. Three 6 Mafia)
- 2010 - "Ms. Chocolate" (ft. R. Kelly a Mario)
- 2010 - "Hey" (ft. 3OH!3)

## Filmografie
- 2004: Soul Plane
- 2005: Boss'n Up
- 2005: Hip-Hop Honeys: Las Vegas
- 2006: Date Movie
- 2006: Děsnej Doják
- 2008: Smoke and Mirrors
- 2009: Pimp My Ride